# Курисима, Сумико
Сумико Курисима (яп. 栗島すみ子  Курисима Сумико). Родилась 15 марта 1902 года в Токио, Япония — умерла 16 августа 1987 года — японская актриса, первая из женщин-звёзд японского кинематографа (до её появления на экране, все женские роли в японском кино исполнялись исключительно мужчинами, как того требовала национальная традиция).

## Биография
Дочь актёра и журналиста Сагоромо Курисимы. Её тётя с материнской стороны Фумико Кацураги также была актрисой. С раннего детства Сумико начала изучать традиционные японские танцы, воспользовавшись при их исполнении псевдонимом Како Мидзуки. Ещё в семилетнем возрасте впервые снялась в кино, сыграв вместе с отцом в фильме «Новый Момотаро» (1909). С 1913 года вместе с театральной труппой своего отца вела гастрольную жизнь по всей Японии.
В феврале 1921 года девятнадцатилетняя актриса присоединилась к новообразованной студии «Камата» (яп.) кинокомпании «Shochiku» (англ.), где в том же году исполнила главную женскую роль в фильме «Полевой мак» режиссёра Генри Котани. При этом стала первой актрисой японского кино, так как до этого все женские роли по существовавшей традиции исполнялись мужчинами. Эта традиция перешла в первые годы японского кино из театра кабуки, где она существовала с XVII века, амплуа актёров, исполнителей женских ролей, традиционно называлось «оннагата». Уже в 1923 году после того, как фильм с её участием «Песня лодочника» становится большим хитом, Сумико официально признаётся не только первой актрисой, но и первой женщиной-кинозвездой в Японии. Амплуа Сумико Курисимы — романтические героини в современных драмах, в большинстве случаев актриса снималась в фильмах своего будущего мужа Ёсинобу Икеды.
В 1935 году, будучи ещё достаточно молодой (ей было всего лишь 33 года) уйдёт из кинематографа, появившись на экране в последующие годы лишь трижды. Она посвятила себя танцам и была очень активна в качестве руководителя школы танца «Мидзуки», которая выпустила десятки тысяч учеников по всей Японии. Поддастся уговорам трёх мэтров кинорежиссуры и снимется в их проектах: у Ясудзиро Одзу в фильме «Что забыла дама?» (1937), у Сиро Тоёды в «Плаксе» (1938) и у Микио Нарусэ в ленте «По течению» (1956).
В 1968 году Сумико Курисима была отмечена Медалью Почёта с пурпурной лентой, вручаемой за достижения в области искусства и культуры.
Умерла в возрасте восьмидесяти пяти лет в 1987 году от почечной недостаточности.

## Избранная фильмография
- 1909 — «Новый Момотаро» (к/м), 新桃太郎, Shin Momotarō, реж. Сисэцу Ивато (фильм не сохранился)
- 1921 — «Полевой мак», 虞美人草, Gubijinsō, реж. Генри Котани
- 1921 — «Ствол», トランク, Toranku, реж. Генри Котани
- 1921 — «Жена Омои», 思ひ妻, Omoi tsuma, реж. Дзанму Како
- 1921 — «Слёзы закона», 法の涙, Hō no namida, реж. Хотэи Номура
- 1921 — «Обратно в горы», 山へ帰る, Yama e kaeru, реж. Кёхико Усихара
- 1921 — «Дочь, танцующая с саблями», 剣舞の娘, Kenbu no musume, реж. Кёхико Усихара — Юко
- 1921 — «Район красных фонарей», 赤光, Shakkō, реж. Ёсиоми Икэда
- 1921 — «Ради бутылки»), 徳利, Tokuri, реж. Хотэи Номура
- 1922 — «Ростовщик», 金色夜叉, Konjiki yasha, реж. Дзанму Како
- 1922 — «До уровня моря», 海の極みまで, Umi no kiwami made, реж. Дзанму Како
- 1922 — «Кукушка», 不如婦, Hototogisu, реж. Ёсинобу Икэда
- 1922 — «Молочные сёстры», 乳姉妹, Chikyōdai, реж. Ёсинобу Икэда
- 1922 — «Сердце матери», 母の心, Haha no kokoro, реж. Ёсинобу Икэда
- 1922 — «День раскаяния», 曳かれ行く日, Hikareiku hi, реж. Ёсинобу Икэда
- 1922 — «Приятное воспоминание», 残光, Zankō, реж. Ёсинобу Икэда — дочь Наоя
- 1922 — «Шедевр шикарной коллекции ростовщика», 傑作集粋「金色夜叉」, Kessakushūsui konjiki yasha, реж. Ёсинобу Икэда
- 1923 — «Мой друг» (киноальманах из трёх новелл), マイフレンド, My Friend, реж. Ёсинобу Икэда — старшая сестра (вторая новелла)
- 1923 — «Песня моряка», 船頭小唄, Sendō kouta, реж. Ёсинобу Икэда — Окими
- 1923 — «Умирающая жена», 死に行く妻, Shiniyuku tsuma, реж. Ёсинобу Икэда, Хотэи Номура — жена Кимиэ
- 1923 — «Два пути», 二つの道, Futatsu no michi, реж. Ёсинобу Икэда — госпожа Иидзима
- 1923 — «Современная женщина», 現代の女性, Gendai no josei, реж. Ёсинобу Икэда — младшая дочь Таэко
- 1923 — «Я иду во тьму», 闇を行く, Yami wo yuku, реж. Ёсинобу Икэда — Сасиэ и её дочь Мидори
- 1923 — «Не влюбляться», なすな恋, Nasuna koi, реж. Хотэи Номура — Байси, дочь Монсэи
- 1923 — «Самоокупаемая женщина», 自活する女, Jikatsu suru onna, реж. Ясудзиро Симадзу — Кёко Хаясэ
- 1923 — «Мать», 母, Haha, реж. Хотэи Номура — Сидзуэ, жена Садао
- 1923 — «Цветок морских водорослей», 水藻の花, Mizumo no hana, реж. Ёсинобу Икэда — Охана
- 1923 — «Косомэ и Киня», 小染と欣也, Kosome to kinya, реж. Ёсинобу Икэда — Косомэ
- 1924 — «Мать навсегда», 永遠の母, Eien no haha, реж. Ёсинобу Икэда — Мисао
- 1924 — «Печальный павлин», 嘆きの孔雀, Nageki no kujaku, реж. Ёсинобу Икэда — Мияко Мурата
- 1925 — «Печальная мелодия любви», 恋の悲曲, Koi no hikyoku, реж. Ёсинобу Икэда — Цуюко
- 1925 — «Одна женская история», 或る女の話, Aru onna no hanashi, реж. Ёсинобу Икэда — хозяйка Отика
- 1925 — «Улыбка земли», 大地は微笑む, Daichi wa hohoemu, реж. Ясудзиро Симадзу, Кёхико Усихара — дочь Сурэн
- 1925 — «Маджонг», 麻雀, Mahjong, реж. Тадамото Окубо — мать
- 1926 — «Сломанная кукла», 毀れた人形, Kowareta ningyō, реж. Ёсинобу Икэда — Майко Харую
- 1926 — «Отмороженый сыщик», チンピラ探偵, Chinpira tantei, реж. Тадамото Окубо — Хидэко
- 1926 — «Красивая молитва», 美しき祷, Utsukushiki inori, реж. Ёсинобу Икэда — слепая Мити
- 1926 — «Розы печали», 嘆きの薔薇, Nageki no bara, реж. Хироси Симидзу — подруга Кикуэ
- 1926 — «Страдания женщины», 受難草, Junanbana, реж. Кёхико Усихара — Сумико Кукикава
- 1927 — «История Хисако», 緋紗子の話, Hisako no hanashi, реж. Ёсинобу Икэда — Хисако, дочь Синсо
- 1927 — «Шар Нагэуцу», 玉を抛つ, Tama wo nageutsu, реж. Ёсинобу Икэда
- 1928 — «Пара», 夫婦, Fufu, реж. Ёсинобу Икэда — Кёко Хаясэ
- 1929 — «Искушение в сумерках», 黄昏の誘惑, Tasogare no yūwaku, реж. Ёсинобу Икэда
- 1929 — «Надежда», 希望, Kibō, реж. Ёсинобу Икэда
- 1929 — «Отец и его дети», 親父とその子, Oyaji to sono ko, реж. Хэйноскэ Госё
- 1929 — «Бамбук этого года», 今年竹, Kotoshidake, реж. Цутому Сигэмунэ
- 1930 — «Курс супружеской жизни», 結婚学入門, Kekkongaku nyūmon, реж. Ясудзиро Одзу — Тосико (фильм не сохранился)
- 1930 — «Красота», 麗人, Reijin, реж. Ясудзиро Симадзу — Мицуко
- 1930 — «Куда ходят женщины», 女は何処へ行く, Kanojo wa dokoe iku, реж. Ёсинобу Икэда
- 1930 — «Серьёзно нарушенные чувства этой женщины», 女心を乱すまじ, Onnagokoro wa midasumaji, реж. Ёсинобу Икэда
- 1930 — «Молодая дама», お嬢さん, Ojōsan, реж. Ясудзиро Одзу — молодая дама (фильм не сохранился)
- 1931 — «Сестра», 姉妹, Shimai, реж. Ёсинобу Икэда
- 1931 — «Оки, женщина из Омои», 思ひ出多き女, Omoide oki onna, реж. Ёсинобу Икэда
- 1932 — «Принцесса универмага», デパートの姫君, Depāto no himegimi, реж. Ёсинобу Икэда
- 1932 — «Святая грудь», 聖なる乳房, Seinaru chibusa, реж. Ёсинобу Икэда
- 1932 — «Травиата», 椿姫, Tsubakihime, реж. Ёсинобу Икэда
- 1933 — «Еженощные сны», 夜ごとの夢, Yogoto no yume, реж. Микио Нарусэ — Омицу
- 1934 — «Удовольствия поздней ночью», 歓楽の夜は更けて, Kanraku no yo wa fukete, реж. Ёсинобу Икэда
- 1934 — «Песня японских женщин», 日本女性の歌, Nihon josei no uta, реж. Ёсинобу Икэда
- 1934 — «Запечённая мечта», 夢のさゝやき, Yume no sasayaki, реж. Ёсинобу Икэда
- 1934 — «Барчук в колледже 4», 大学の若旦那・日本晴れ, Daigaku no wakadanna — Nihonbare, реж. Хироси Симидзу
- 1935 — «Материнская любовь», 母の愛, Haha no ai, реж. Ёсинобу Икэда
- 1935 — «Женщина в саду», 果樹園の女, Kajuen no onna, реж. Ясудзиро Симадзу
- 1935 — «Постоянная любовь», 永久の愛, Eikyū no ai, реж. Ёсинобу Икэда
- 1937 — «Что забыла дама?», 淑女は何を忘れたか, Shukujo wa nani o wasureta ka, реж. [Ясудзиро Одзу — Токико
- 1938 — «Плакса», 泣蟲小僧, Nakimushi kozo, реж. Сиро Тоёда — Садако, мать Кэйкити
- 1956 — «По течению», 流れる, Nagareru, реж. Микио Нарусэ — Охама